# Roone Arledge
Roone Pinckney Arledge, Jr. (8 de julho de 1931 - 5 de dezembro de 2002) foi um jornalista estadunidense. Ele dirigiu a ABC Sports (atual ESPN on ABC) e depois a rede de televisão ABC News.
Arledge criou e popularizou uma longa lista de programas bem-sucedidos e aclamados pela crítica, incluindo ABC's Wide World of Sports, Monday Night Football, ABC World News Tonight, 20/20 e o Nightline. Todos esses programas ainda são televisionados.

## Morte
Arledge morreu em 5 de dezembro de 2002, na cidade de Nova York, aos 71 anos, após uma batalha contra o câncer de próstata. Ele foi enterrado no cemitério de Southampton.
Sua autobiografia, Roone: A Memoir, foi publicada postumamente em 2003.